# Municipio de Elk (condado de Wilkes)
El municipio de Elk (en inglés: Elk Township) es un municipio ubicado en el  condado de Wilkes en el estado estadounidense de Carolina del Norte. En el año 2010 tenía una población de 1.002 habitantes.

## Geografía
El municipio de Elk se encuentra ubicado en las coordenadas 36°7′18.47″N 81°29′39.36″O / 36.1217972, -81.4942667.